# Mountain Falls Golf Course
Mountain Falls Golf Course is een golfbaan met 18 holes in de plaats Pahrump in de Amerikaanse staat Nevada. De golfbaan is gesitueerd in de woonwijk Mountain Falls en werd opgericht in 2002. Mountain Falls Golf Course heeft een par van 72 en een lengte die afhankelijk van welke tee gespeeld wordt varieert tussen de 4.928 en 6.476 meter. De golfbaan beschikt zowel over een clubhuis als over een driving range.
| Kleur | Geslacht | Lengte  | CR   | SR  |
| ----- | -------- | ------- | ---- | --- |
| Goud  | Man      | 6.476 m | 73,8 | 132 |
| Blauw | Man      | 6.042 m | 71,4 | 121 |
| Wit   | Man      | 5.579 m | 69,1 | 116 |
| Wit   | Vrouw    | ?       | 75,8 | 130 |
| Rood  | Vrouw    | 4.928 m | 71,1 | 122 |